# Giovanni Maria Flick
Giovanni Maria Flick, italijanski pravnik, novinar, pedagog in politik, * 7. november 1940, Ciriè.
Flick je diplomiral na Università Cattolica del Sacro Cuore, nato pa je bil odvetnik, sodnik in tožilec v Rimu. Pozneje je bil profesor na Univerzi v Perugii, v Messini in na Libera Università Internazionale degli Studi Sociali Guido Carli.
Med letoma 1996 in 1998 je bil minister za pravosodje Republike Italije. Leta 2000 je postal sodnik Ustavnega sodišča Italije.